# Prästkrage (plagg)

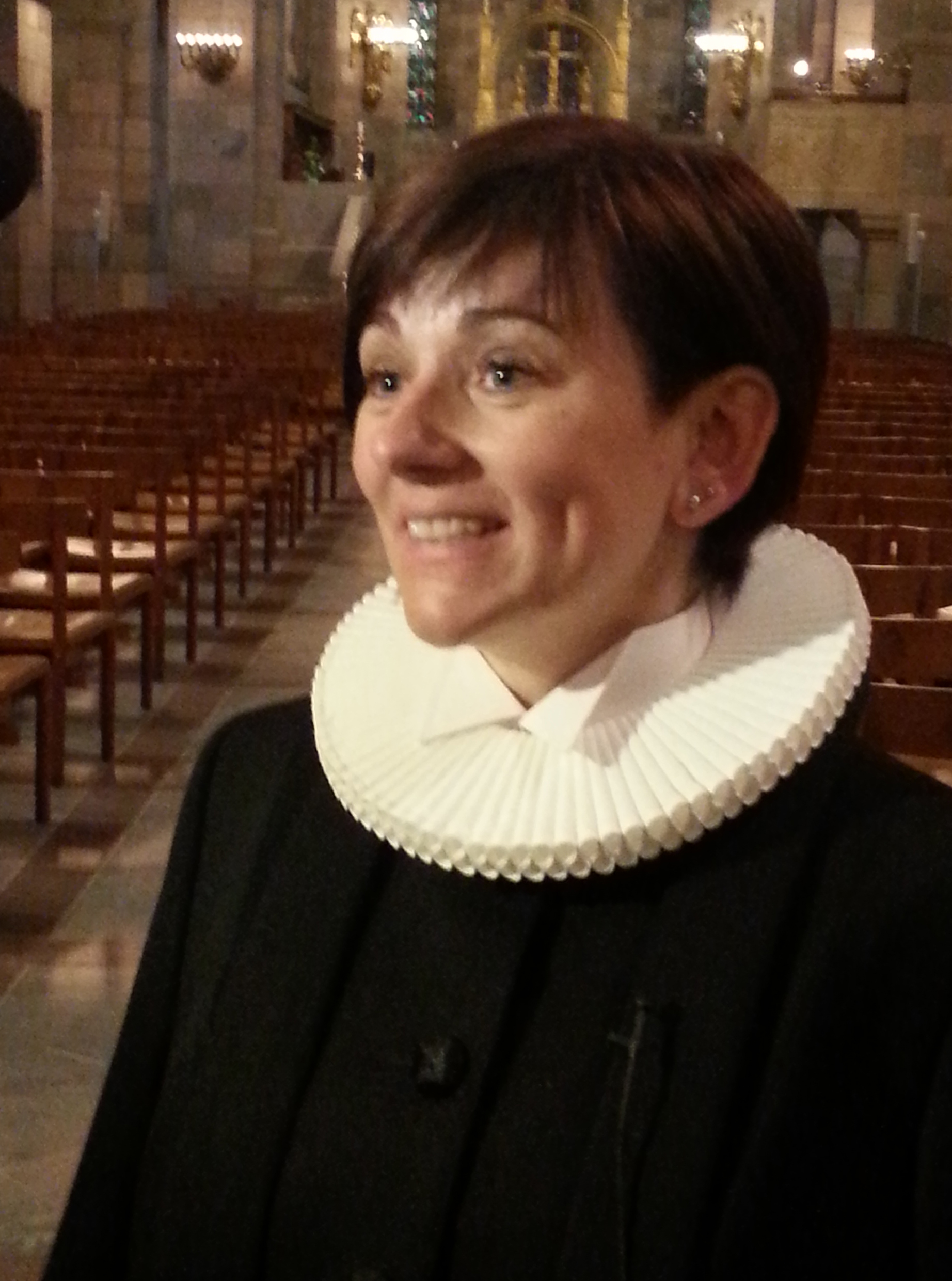
Nutida dansk präst i pipkrage av den typ som bars i Sverige under tidigt 1600-tal.

Prästkragen är en krage som bärs av biskopar, präster och diakoner som del av sin kyrkliga prästdräkt.

## Historik
Från 1500-talets slut till mitten av 1600-talet bar präster ofta pipkrage. Det är den som gett namn åt blomman prästkrage. När pipkragen slutade att användas i andra sammanhang, fortlevde den i Danmark-Norge som en del av den prästerliga ämbetsdräkten.  I Norge och Danmark används den fortfarande. I Sverige ersattes den av en krage med nedvikta snibbar, den så kallade elvan, som fortfarande bärs till prästrocken.
Under 1900-talet blev det vanligt att istället för prästrock bära en särskild prästskjorta med krage av olika modeller: en helvit krage som kallas rundkrage, en helvit krage med en lägre svart ståkrage som kallas tonsurkrage, och en krage instucken i skjortan så att bara en rektangel är synlig som kallas frimärkskrage.
Den moderna kragen har tillskrivits den skotske prästen Donald McLeod som ska ha tagit fram den 1865. Från den skotska kyrkan spred sig kragen till den anglikanska, den romersk-katolska och på 1960-talet till Svenska kyrkan. I Sverige har rundkragen förknippats med högkyrklighet.

## Olika varianter

### Elva

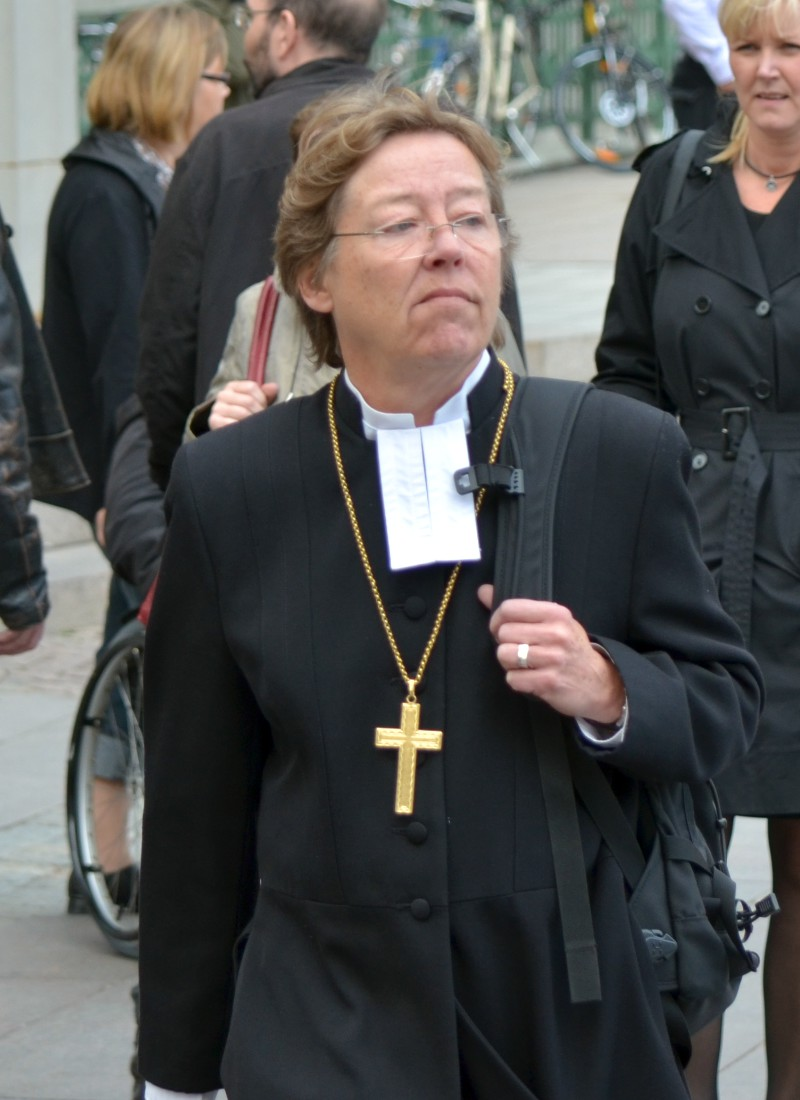
Biskop Eva Brunne med kaftan och elva.

Den nutida svenska prästkragen med tillhörande elva var från början en vanlig vit halsduk som virades om halsen så att dess ändar stack fram från kaftanens ståndkrage, som ett par flikar eller snibbar under hakan. Under 1600-talet började dessa stärkas, blev rektangulära och mycket breda, men blev med tiden mindre i storlek. Under 1800-talets första hälft bestod kragen av en mjuk halsduk och en därtill fogade lösa parallella flikar, en så kallad elva; hela prästkragen kan då även benämnas elva. Från 1800-talets slut började man stärka kragen och även använda en vanlig frack-krage knäppt fram, mot vilken den lösa elvan knöts. Från 1930-talet började frack-kragen anses profan och en krage av engelsk modell, knäppt i nacken började då också användas. Denna krage, "rundkragen", kunde utan elva och till svart skjorta och kavaj användas som prästens vardagsdräkt.
Vid slutet av 1700- och början av 1800-talet infördes i vissa prästfamiljer bruket att använda en prästelva av silver, som ärvdes mellan generationerna. Sådana har bevarats till nutiden och används ibland än. Några särskilda bestämmelser är inte knutna till "silverelvan".
Elvan utgörs idag av två rektangulära vita tygstycken omkring 12×3,5 centimeter vardera – måtten kan något variera – parallellt hopsydda i kortändarna och fästa till kragen. Den har synliga breda fållar och är mycket hårdstärkt så att den står ut över bröstet. Denna typ av krage och elva ingår i Svenska kyrkans officiella prästdräkt, kaftanen.  Sedan mitten på 1900-talet började en enklare prästkrage bli allt vanligare: ett vitt plastband, instucket i den svarta prästskjortans ståndkrage så att endast en några centimeter bred vit fyrkant blir synlig under hakan. På grund av sin likformighet med ett kvadratiskt frimärke kom den att kallas "frimärkskrage". Denna användes som prästens vardagsdräkt, främst till kavaj och hör historiskt egentligen inte samman med bruket av elva.
De två snibbarna har kommit att tolkats som symboler för stentavlorna med Mose lag som Moses mottog av Gud på Berget Sinai, eller som symboler för lagen och evangeliet. Detta och mycket annat symboltolkande av prästkragen är folkliga efterhandskonstruktioner. Teologiska och bibliska tolkningar av prästdräkten är däremot knutna till den liturgiska dräkten med alba, stola och mässhake, även om också många av dessa är efterhandskonstruktioner.
Prästelvan har emellertid stark symbolisk betydelse knuten till prästämbetet i Svenska kyrkan. När präster avsattes från prästämbetet genom beslut av domkapitlet tillgick detta tidigare så att de skulle inställa sig till ett domkapitelssammanträde, klädda i prästdräkt för förhör, varvid efter avsättningsdomen prästkappan, prästkragen och prästelvan togs av dem såsom det yttre uttrycket för att de nu upphört att inneha kyrkans prästämbete. En kvarleva av detta bruk är det nutida informella uttrycket "avkragning" som synonym till "avsättning". Förr kallades det att förlora "kappa och krage".

### Pipkrage
Pipkragen tillverkas av stärkt tyg och läggs i täta rundade veck så att den ser ut som en krans av rör som står ut från halsen. De största varianterna kallas också kvarnstenskrage. 
Pipkragen bars ursprungligen av den europeiska överklassens män och kvinnor från cirka 1550 till cirka 1625 och var då inte en krage som främst bars av prästerskapet. Till en början var kragarna tämligen små, men framåt sekelskiftet 1600 kom de stora varianter som kom att kallas kvarnstenskrage.  Bland puritaner inom protestantismen ansågs färgade kläder, knappar, exklusiva tyger och mycket annat som synd. En av de få modedetaljer religionen inte förbjöd var spetsarna. Detta ledde till att kvarnstenskragarna i dessa grupper, främst i Nederländerna, levde kvar långt efter att kragen i övrigt kommit ur mode. Kragtypen förbjöds vid det spanska hovet 1620, men då hade redan de franska spetskragarna slagit igenom. Den har därefter levt kvar som en del av ämbetsdräkten för protestantiska präster i Norge, Island och Danmark. I Norge avskaffades pipkragen som en del av prästdräkten 1980. 
Pipkragen uppstod som en gradvis vidareutveckling av en sammandragen kragkant på skjortor.

## Galleri

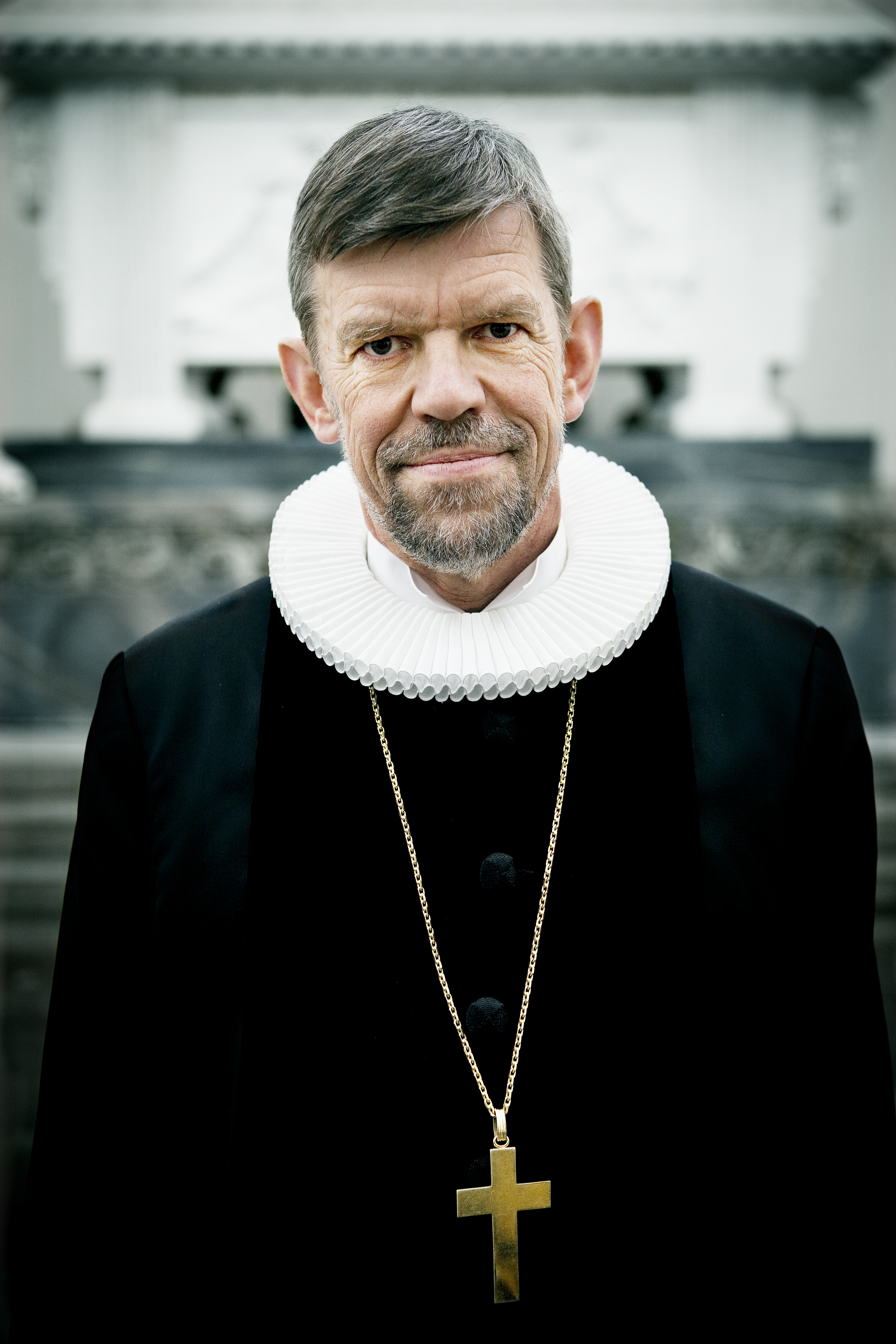
Pipkrage som prästkrage i Danmark, Norge (fritt val om vederbörande är prästvigd före 1980) och på Island.
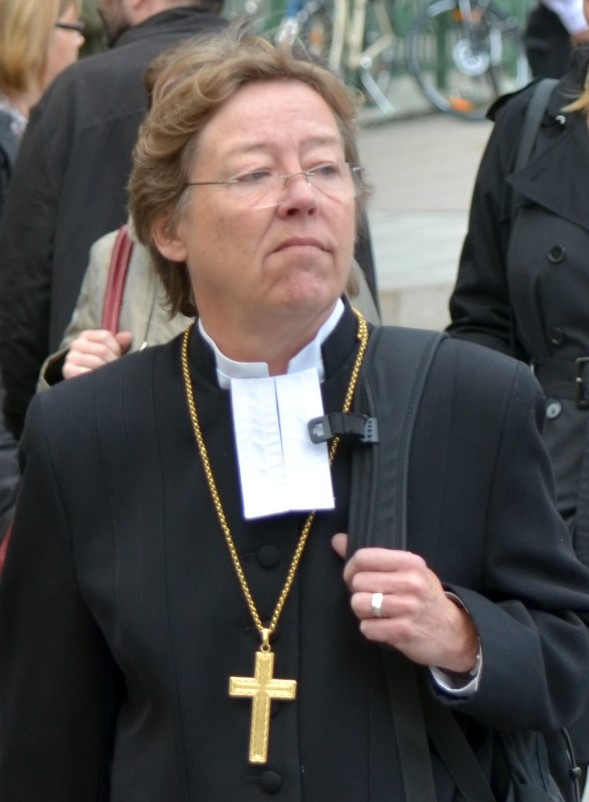
Kaftan och elva
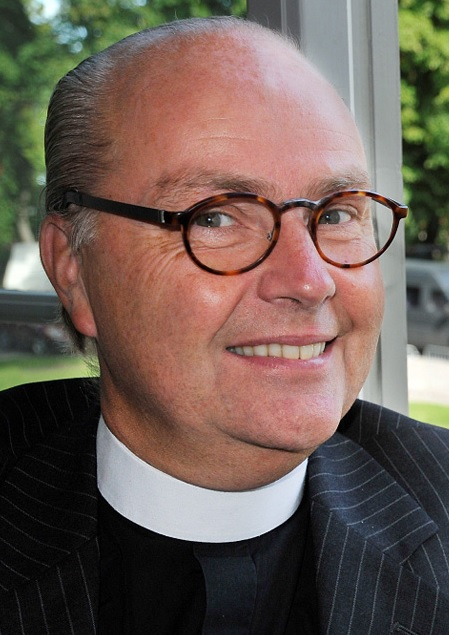
Rundkrage, använd även till kaftan och elva
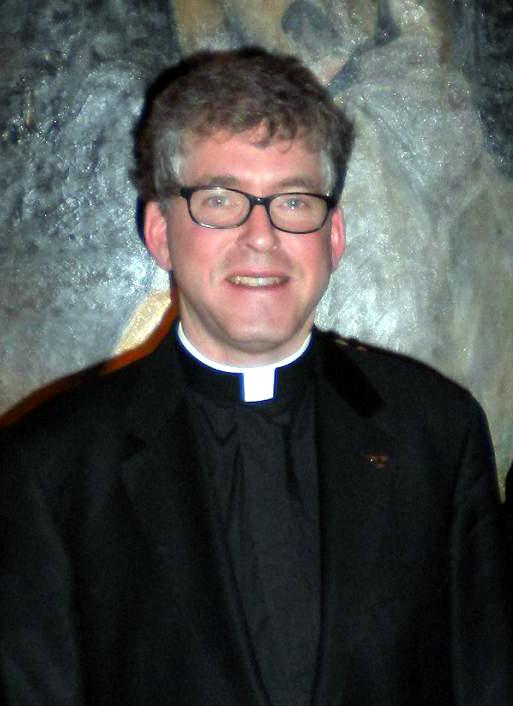
"Tonsurkrage"
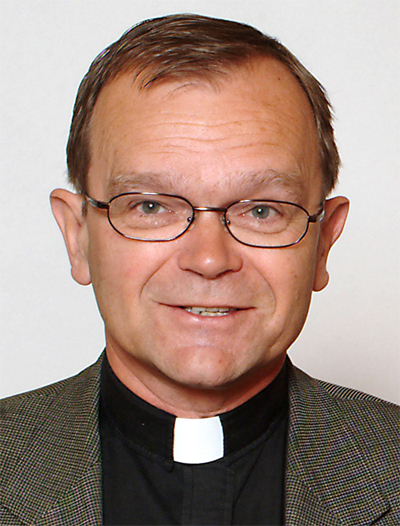
"Frimärkskrage"
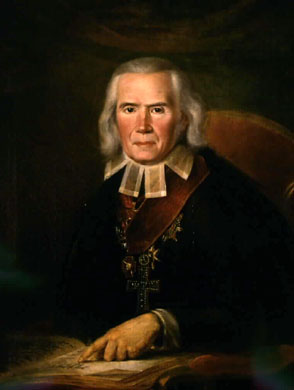
"Lövkrage" från 1800-talet